# Enrique de Cardona y Enríquez
Enrique de Cardona y Enríquez (Urgel, 1485 - Roma, 7 de fevereiro de 1530) foi um cardeal do século XVI.

## Biografia
Nasceu em Urgel em 1485. Filho de Juan Ramón Folch de Cardona, primeiro duque de Cardona, e Aldonza Domínguez. Irmão de Lluís de Cardona i Enríquez, presidente da Generalitat da Catalunha (1524-1527); e sobrinho de Pere de Cardona, arcebispo de Tarragona. Ele também está listado como Enrique Folch de Cardona y Enríquez; e seu primeiro nome também está listado como Errico; como Enrigo; e como Enric.
Clérigo de Urgel. Em 1505, Fernando II da Catalunha e Aragão solicitou a sua promoção à sé de Barcelona; o arquidiácono Luís Desplá, escolhido pelo capítulo da catedral, teve que se aposentar.
Eleito bispo de Barcelona, com dispensa por ainda não ter atingido a idade canônica de 27 anos, em 18 de abril de 1505; constituído administrador até atingir a idade canônica. Consagrado (nenhuma informação encontrada). Promovido à sé metropolitana de Monreale em 23 de janeiro de 1512. Continuou residindo em Barcelona por vários anos. Acompanhou o novo Papa Adriano VI da Espanha a Roma em 1522. Prefeito do Castello Sant'Angelo , Roma, 24 de setembro de 1522. Comissário e juiz na causa do Cardeal Francesco Soderini, preso em 28 de abril de 1523 no Castello Sant'Angelo . Presidente da Sicília, 1526.
Criado cardeal sacerdote no consistório de 21 de novembro de 1527; recebeu o chapéu vermelho e o título de S. Marcello, em 24 de novembro de 1527.
Morreu em Roma em 7 de fevereiro de 1530. Sepultado na igreja de S. Maria di Montserrato degli Spagnoli, Roma